# Станиславовка (Кировоградская область)
Станиславовка (укр. Станіславівка) — село в Подвысоцкой сельской общине Голованевского района Кировоградской области Украины.
До 2020 года входило в Новоархангельский район
Население по переписи 2001 года составляло 80 человек. Почтовый индекс — 26120. Телефонный код — 5255. Код КОАТУУ — 3523683602.